# Dino Dini
Dino Dini (Bristol, 5 giugno 1965) è un autore di videogiochi britannico di origini italiane, specializzato nella realizzazione di simulazioni del gioco del calcio.
Progettò, in particolare, due fortunate serie di giochi: Kick Off e Player Manager, che negli anni ottanta e novanta ridefinirono il genere dei videogiochi sportivi servendo da ispirazione per tutti i simulatori e arcade sportivi del genere.
Nella sua carriera è stato anche musicista, compositore e cantante.

## Storia
Nato da padre e madre italiani, Dini si interessò all'elettronica e all'informatica fin da piccolo; a 13 anni realizzò il primo videogioco per il microcomputer Acorn System 1.
Cominciò l'attività professionale realizzando alcuni titoli per BBC Micro pubblicati dall'editore Bee Bug.
Nel 1989 la casa editrice di videogiochi Anco commissionò a Dini un videogioco calcistico che sarebbe divenuto il suo primo successo commerciale. Dini realizzò una simulazione calcistica arcade estremamente accurata e realistica per gli standard dell'epoca, con vista dall'alto, che fu battezzata Kick Off e venne pubblicata su numerosi sistemi, tra cui i diffusissimi a quel tempo Atari ST, Amiga e Commodore 64.
Il gioco introdusse alcune novità importanti nel gameplay dei giochi sportivi (per esempio un certo grado di realismo nel movimento fisico della palla, che in giochi precedenti era "incollata ai piedi" dei calciatori) ed ebbe un grandissimo successo.
Nel 1990 Dini realizzò i suoi due prodotti più apprezzati: Player Manager (che affiancava al "calcio giocato" anche aspetti manageriali) e Kick Off 2, considerato una delle pietre miliari della storia dei videogiochi calcistici che evolveva i concetti introdotti nel primo Kick Off aggiungendo nuove possibilità di gestione dei campionati.
Nel 1993, lasciata la Anco, Dini sviluppò per Virgin Games Goal! (anche noto come Kick Off 3) e Dino Dini's Soccer per le console SNES e Sega Mega Drive. Nel 1995 Dini cominciò a lavorare su un nuovo gioco per Microprose, ma l'anno successivo la Microprose, all'inizio di un periodo di crisi societaria, decise di abbandonare la maggior parte dei titoli sportivi e il titolo fu cancellato con un accordo amichevole tra il management e lo sviluppatore.
Nel 1996 emigrò negli Stati Uniti per fare un po' di esperienza nelle grandi realtà aziendali del settore, lavorando come capo di un team di sviluppo e come project manager. Negli USA collaborò con la Z-Axis per la realizzazione di Three Lions, il primo gioco di calcio interamente in 3D creato dalla Take Two Interactive (il titolo si riferiva al simbolo della Nazionale inglese). Il gioco fu distribuito con diversi nomi in Europa (in Italia è noto come Bomba 98 e negli USA venne pubblicato come Alexi Lalas International Soccer).
Dopo il successo del gioco, Dini collaborò con gli Universal Studios lavorando come regista nella preproduzione di un film chiamato Monster Movie. Da qui Dini passò alla 3DO dove collaborò a vari progetti, lavorando sia allo sviluppo di librerie che ad un gioco chiamato Vegas Games 2000 per PlayStation. Lavorò anche ad Army Men: Sarge's Heroes per Nintendo 64 e ad un Family Game Pack ancora per Playstation. 
Diresse un progetto per una raccolta di giochi per PC, che includeva Box Battles, un nuovo gioco creato da Dini stesso. Infine alla 3DO svolse il ruolo di "ingegnere di studio", con un ruolo di collegamento tra i vari sviluppatori e i tecnici. Ciò nonostante, l'esperienza alla 3DO non fu delle più felici.
Dino Dini lavorò anche con la THQ, dove gli venne affidato un titolo della collana Triple A. In sei mesi, senza un team di supporto, con un budget ridottissimo e con i tecnici dell'azienda impegnati su un altro progetto ritardatario, riuscì a portare il progetto allo stato di "alpha".
Dini tornò in Inghilterra nell'aprile 2001 per lavorare con la propria compagnia di sviluppo Abundant Software e con l'italiana Trecision su un nuovo gioco calcistico chiamato Soccer 2. La chiusura volontaria di Trecision nel 2003 portò all'annullamento del progetto.
Il lavoro già compiuto confluì in un nuovo progetto di videogioco calcistico 3D da svolgersi insieme a personale dei DC Studios di stanza a Bristol, che acquisì il nome di lavorazione di Total Control Football, o anche Soccer 3.
Ci fu molta attesa intorno a questa pubblicazione, che andava a inserirsi in un mercato dominato da due giganti come FIFA e Pro Evolution Soccer. Per molto tempo è rimasta incerta anche la piattaforma principale prescelta per lo sviluppo del prodotto e una prima presentazione alla stampa prevista per il Festival di Edimburgo dell'agosto 2005 è stata cancellata.
Dini ha attribuito la carenza di informazioni date al pubblico con una strategia riservata del marketing DC Studios, a cui hanno fatto seguito alcune amare riflessioni sulla moderna industria dei videogiochi.
All'inizio del 2006 è stato reso noto il nome ufficiale del gioco: Dino Dini's Soccer, come i famosi titoli degli anni novanta. La data di distribuzione era prevista per il 2006 (probabilmente verso la fine dell'anno), e con grande sorpresa degli appassionati venne annunciato solo per PlayStation Portable e Nintendo DS; alla fine però il gioco non vedrà mai la luce.
Nell'aprile 2012 annuncia l'abbandono di qualsiasi progetto di remake dei suoi classici per dedicarsi alla musica. A seguito di questo annuncio è partita una  raccolta di firme per convincerlo a continuare lo sviluppo di Player Manager per dispositivi mobili (IPhone - iPad, Android) tramite la famosa piattaforma di crowdfunding Kickstarter.
Nell'ottobre del 2015 Dino Dini annuncia di essere al lavoro su Dino Dini's Kick Off Revival, spin-off di Kick Off realizzato senza lo storico grafico Steve Screech e impostato non come seguito diretto ma come riscrittura delle meccaniche di gioco tenendo conto dello stick analogico presente nei moderni controller. Il videogioco è stato pubblicato da Sony in esclusiva su PlayStation 4 il 24 giugno 2016, venendo, nonostante le ambizioni di rivoluzionare il genere calcistico, accolto molto male sia da critica  che dal giocatori  tanto che Metacritic a fine 2016 lo elegge secondo peggior gioco dell'anno  e Vice lo definisce il peggior gioco di calcio di sempre. Kick-Off Revival verrà in seguito pubblicato su PlayStation Vita nel 2017, e sono in lavorazione le versioni Nintendo Switch e Steam.

## Principali giochi sviluppati
- Kick Off (1989), Amiga/Atari ST, pubblicato da Anco
- Kick Off Extra Time (1989), Amiga/Atari ST, pubblicato da Anco
- Player Manager (1990), Amiga/Atari ST, pubblicato da Anco
- Kick Off 2 (1990) Amiga/Atari ST, pubblicato da Anco
- The Final Whistle (1991) Amiga/Atari ST, pubblicato da Anco
- Return to Europe (1991), Amiga/Atari ST, pubblicato da Anco
- Winning Tactics (1991), Amiga/Atari ST, pubblicato da Anco
- Dino Dini's Goal (1993), Amiga/Atari ST, pubblicato da Virgin Games
- Dino Dini's Soccer (1994), Sega Mega Drive, pubblicato da Virgin Games